# 휴먼다큐 - 한 번 더 해피엔딩
《휴먼다큐 - 한 번 더 해피엔당》은 대한민국 종합편성채널인 채널A에서 매주 수요일 밤 9시 50분부터 11시에 방송되었던 텔레비전 다큐멘터리 프로그램이다.

## 방송시간
- 매주 수요일 밤 9시 50분 ~ 11시

## 동시간대 경쟁 프로그램
- 마리와 나 (JTBC)
- 나는 자연인이다 (MBN)
- EBS 다큐프라임 (EBS 1TV)
- 수요미식회 (TVN)
- 생로병사의 비밀 (KBS 1TV)
- 태양의 후예 (KBS 2TV)
- 한 번 더 해피엔딩 (MBC)
- 돌아와요 아저씨 (SBS)